# Jacob Maurer
Johann Jacob Maurer (Schaffhausen, 15 januari 1737 - Utrecht, 30 / 31 augustus 1780) was een Nederlandse schilder van Zwitserse afkomst.
Maurer was geboren in Zwitserland en verhuisde in 1753 naar Nederland per schip. Onderweg bij Düsseldorf werd het schip beschoten door Franse buitenpostsoldaten, maar hij wist als Franssprekende een plundering te verhoeden door de zaak in der minne te schikken. Hij vestigde zich in Amsterdam als stukadoor, meldde zich aan op de Stadstekenacademie en maakte daar grote vorderingen. Hij behaalde hier de Gouden Medaille; hij vervulde hier de taak van 'steller' (verwantwoordelijk voor het poseren van geportretteerden).en wordt in 1762 vermeld bij de 'Leden van de Eerste Klasse'. Hij behoorde tot de kringen van Cornelis Ploos van Amstel (zoals te zien op een portret van hen), en werd in 1764 officieel burger van Amsterdam. In 1770 vestigde hij zich in Utrecht, nadat hij in 1769 was aangesteld als docent aan de Teekenacademie aan de Fundatie van Renswoude; vanaf 1770 tot zijn dood in 1780 vervulde hij hier eveneens de functie van directeur. Hij heeft onder meer Christiaan van Geelen, Bernard Schreuders en de eveneens Zwitserse Johann Heinrich Wüest onderricht; laatstgenoemde adopteerde Jacobs jongste kind, nadat Jacob in 1780 kwam te overlijden.
In zijn eerste beroepsjaren maakte hij landschapsschilderingen, zoals nog te vinden in Herengracht 550 (thans Waldorf Astoria Amsterdam). Later ontwikkelde hij zich tot bekwaam portretschilder. Zijn schilderijen worden in naslagwerken als 'goed gelijkend' beschreven, zijn schilderstijl 'vlak, doch lofrijk koloriet' en zijn karakter 'innemend'. In zijn kleurgebruik en compositorische plaatsing van de figuren wordt hij omschreven als een navolger van Gerard de Lairesse en Johannes en Nicolaas Verkolje.
Hij is de oudgrootvader van voetballer en voetbaltrainer Dick Maurer.
- Biografisch Portaal: 00299571
- Gemeinsame Normdatei: 1344877834
- Nederlandse Thesaurus van Auteursnamen: 413119092
- RKD-Nederlands Instituut voor Kunstgeschiedenis: 54111
- SIKART: 4031957
- Union List of Artist Names: 500030375
- Virtual International Authority File: 67051899
- WorldCat: E39PBJfx7TK8VK7qGmxVdVdG73